# Acrochordonichthys chamaeleon
Acrochordonichthys chamaeleon es una especie de pez de la familia Akysidae en el orden de los Siluriformes.

## Morfología
Los machos pueden llegar alcanzar los 9,9 cm de longitud total.
Número de  vértebras: 35-36.

## Hábitat
Vive en arroyos de corrientes rápidas en áreas de altitud alta, generalmente entre vegetación sumergida.

## Distribución geográfica
Es endémico de Borneo.